# 相模原市立中央小学校
相模原市立中央小学校（さがみはらしりつ ちゅうおうしょうがっこう）は、神奈川県相模原市中央区富士見1丁目にある公立小学校。

## 沿革
出典
- 1953年（昭和28年）5月 - 相模原町立中央小学校として創立。この時点の児童数は532名。
- 1954年（昭和29年）11月20日 - 相模原町の市制施行により、相模原市立中央小学校と改称。
- 1958年（昭和33年）5月 - 支援学級「つくし」開級。
- 1959年（昭和34年）3月 - 給食室落成。
- 1961年（昭和36年）7月 - プール完成。
- 1963年（昭和38年） - 創立10周年。校歌と校旗制定[2]。
- 1965年（昭和40年）12月 - 体育館落成。
- 1970年（昭和45年）4月 - 「さいこが池」完成。
- 1971年（昭和46年）4月 - 支援学級「すみれ」開級。
- 1977年（昭和52年）9月 - 中央中学校開校にともない、校地分割。
- 1978年（昭和53年）4月 - 弥栄小学校開校により、一部学区を分離。
- 1986年（昭和61年）9月 - 大規模改修工事完了。
- 1987年（昭和62年）3月 - プール新築。
- 1988年（昭和63年） - さいこが池整備[2]。
- 1991年（平成3年）
  - 2月 - パソコン教室完成。
  - 9月 - 夜間照明灯設置。
- 1994年（平成6年）3月 - ヤギの「もみじ」の飼育が始まる。
- 2000年（平成12年）2月 - ふれあいビオトープ完成。
- 2002年（平成14年）
  - 3月 - 創立50周年記念式典挙行。
  - 4月 - 富士見小学校開校により、一部学区を分離。
- 2004年（平成16年） - この年から2006年（平成18年）まで、校舎大規模改修[2]。
- 2008年（平成20年）
  - 3月 - 給食室新築。ビオトープ新設。
  - 9月 - 放課後子ども教室開設。
  - 時期不明 - ヤギの「カエデ」の飼育が始まる。
- 2010年（平成22年）3月 - 太陽光発電装置の設置。教室LAN工事完了。
- 2014年（平成26年）4月 - 支援学級「ひまわり」（弱視級）開級。
- 2017年（平成29年）2月 - さがみ風っ子ISO認定。
- 2019年（令和元年）8月 - 普通教室へのエアコン設置工事完了。
- 2020年（令和2年）
  - 3月 - 支援学級「ひまわり」（弱視級）閉級。
  - 7月 - GIGAスクール構想による校内無線LAN工事完了。
  - 10月 - 学習用タブレットパソコンを全児童に配付。
- 2022年（令和4年）11月 - 創立70周年記念式典挙行。

## 通学区域
特記無き地区は全域
- 相模原市中央区[3]
  - 相模原5丁目
  - 相模原6丁目
  - 中央2丁目
  - 中央3丁目
  - 中央6丁目
  - 千代田1丁目
  - 富士見1丁目（1番～3番）
  - 富士見6丁目

## 進学中学校
- 相模原市中央区[4]
  - 相模原市立中央中学校

## アクセス
- 神奈川中央交通
  - 「相25」・「相28」・「相29」の各系統で、「ウェルネスさがみはら」停留所より、学校正門まで、
    - 光が丘三丁目経由「麻溝車庫」行・「北里大学病院・北里大学」行・「相模大野駅北口」行のりばから、徒歩約130m・約2分。
    - 「相模原駅南口」行のりばから、徒歩約135m・約2分。

  - 「相02」系統で、「相模原警察署前」停留所より、学校正門まで、
    - 「相模原駅南口」行のりばから、徒歩約200m・約3分。
    - 「淵野辺経由相模大野駅北口」行のりばから、徒歩約425m・約6分
      - なお、相模大野駅北口行のりばから、学校正門まで、直線距離は約190mほどだが、国道16号線と相模原市道（市役所さくら通り・グリーンプラザさがみはら）との相模原署前交差点の横断歩道を経由する必要があるため、2倍以上距離となる。
      - また、「中央小学校北」停留所からも行けるが、「相模原警察署前」停留所からより、若干距離が延びる。

  - 「相05」・「相12」・「相21」・「相27」の各系統で、「市役所前」停留所より、学校正門まで、
    - 「相模原駅南口」行のりばから、徒歩約255m・約4分。
    - 「松が丘経由相模大野駅南口」行・「上溝」行・「小田急相模原駅」行・「相武台前駅」行のりばから、徒歩約140m・約2分。
      - なお、相模原駅南口行のりばから学校正門まで、直線距離は約105mほどだが、市道「市役所前」交差点の横断歩道を経由する必要があるため、約2.5倍の距離となる。また、「相25」・「相28」・「相29」の各系統も「市役所前」停留所を通るが、「ウェルネスさがみはら」停留所で下車した方が近い。
- JR東日本横浜線相模原駅（南口）より、
  - 徒歩約1.5km・約23分。
  - 上述の神奈中バスに乗車し、上記停留所下車後、徒歩。

## 学校周辺
相模原市中心部に位置する
- 相模原市立中央中学校 - 同一敷地内
- 国道16号線
- 相模原警察署
- 相模原郵便局
- 中央公園
- 相模原市立富士見小学校
  - 富士見こどもセンター
- 横浜地方裁判所相模原支部
  - 相模原拘置支所
- 横浜地方検察庁相模原支部
- 教育会館
- けやき体育館
- けやき会館
- ウェルネスさがみはら
- 相模原市保健所
- 相模原市立あじさい会館
- 市役所さくら通り（相模原市道）
- 相模原市役所
- 相模原市民会館
- 相模原市立青少年相談センター
- 相模原市立総合学習センター
- 相模原商工会議所
- 相模原市立産業会館
- 相模原税務署
- 相模原中央病院